# Niebieski bursztyn

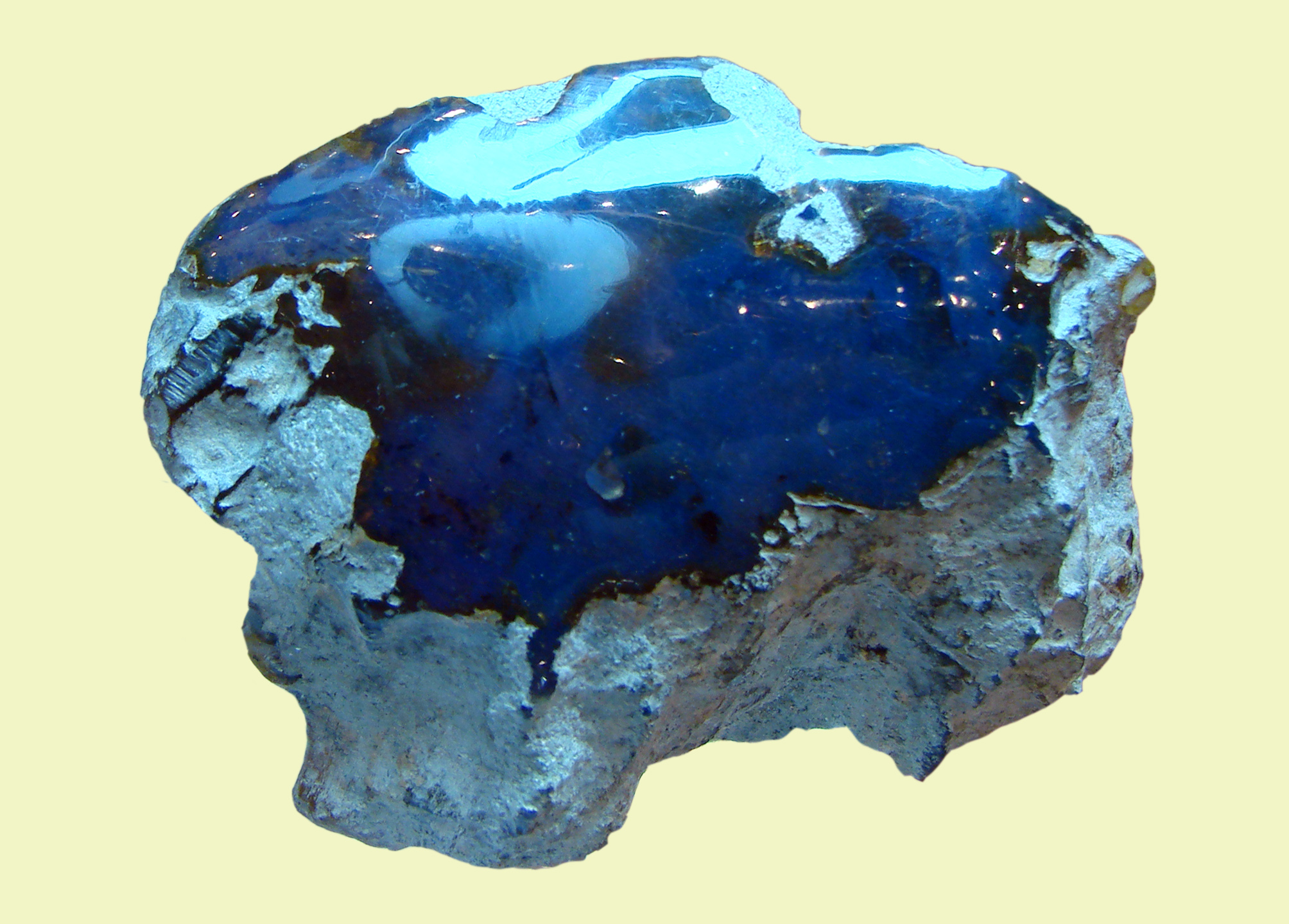
Niebieski bursztyn z Dominikany

Niebieski bursztyn rodzaj bursztynu o niebieskim zabarwieniu. Można go znaleźć w górskich kopalniach wokół Santiago w Republiki Dominikany. Mimo że dość słabo poznany ze względu na dużą rzadkość występowania, znany jest już od czasu odkrycia złóż dominikańskiego bursztynu.

## Zabarwienie - przyczyny
Gdy światło słoneczne pada na niebieski bursztyn, odbija się od powierzchni i sprawia, że bursztyn wydaje się mieć opalizująco niebieski odcień. Natomiast gdy jest on trzymany pod światło, nie odbija promieni słonecznych i ukazuje swój rzeczywisty kolor. Węglowodory znajdujące się wewnątrz bursztynu przekształcają słoneczne światło w niebieskie cząstki światła, które w efekcie dają niebieski odcień.
Ten efekt jest możliwy do zaobserwowania jedynie w przypadku bursztynu pochodzącego z Dominikany oraz w kilku odmianach meksykańskiego bursztynu. Żaden inny typ skamieniałej żywicy (jak np. bursztyn bałtycki) nie będzie prezentował takich właściwości, ponieważ żywica, która dała początek niebieskiemu bursztynowi, pochodzi od wymarłego gatunku drzewa Hymenaea protera z rodziny strączkowatych występujących wyłącznie na terenach tropikalnych Ameryki Środkowej.
Wielopierścieniowe węglowodory aromatyczne powstające dzięki procesowi termicznej polimeryzacji wywołanej przez napromieniowanie, powracają do swej pierwotnej formy wchłaniając duże ilości ultrafioletowych fotonów, by następnie remitować je jako widzialne fotony o niskiej energii, zgodnie z krzywą absorpcji fluoroforu.
W ostatnich latach dokonano pomiarów fizycznych właściwości niebieskiego bursztynu związanych z jego zdolnością rozszczepiania światła oraz właściwościami fluorescencyjnymi. Dowiedziono, że "niebieska" wariacja bursztynu emituje intensywną wiązkę światła ultrafioletowego widzialnego w przedziale pomiędzy 430 a 530 nm wraz z optycznymi właściwościami typowymi dla węglowodorów aromatycznych. Pochodzące z Dominikany "czerwone" i "żółte" odmiany bursztynu emitują o wiele słabsze światło ultrafioletowe.
Mimo iż istnieje wiele teorii dotyczących pochodzenia niebieskiego bursztynu, za najbardziej prawdopodobne uznaje się, że istnieje dzięki antracenom jako rezultat "niecałkowitego spalenia" wskutek pożarów prehistorycznych lasów sprzed 25-40 milionów lat, porośniętych wymarłym Hymenaea protera.
Uczeni z uniwersytetu w Pawii: Vittorio Bellani i Enrico Giulotto badali wiele rodzajów bursztynu pod względem ich właściwości rozszczepiania światła oraz właściwości fluorescencyjnych. Wyniki ich badań potwierdziły, iż widma węglowodorów są bardzo zbliżone w kształcie do rozcieńczonych roztworów antracenów, perylenów i naftacenów oraz sugerują, że fluorescencyjny węglowodan odpowiedzialny za odcień niebieski to perylen.

## Wygląd
W sztucznym świetle bursztyn ten niczym się nie różni od innych okazów skamieniałej żywicy, jednakże w świetle słonecznym otrzymuje opalizujący niebieski odcień. Gdy trzymany pod światło słoneczne, wygląda tak jak inne bursztyny, natomiast w świetle ultrafioletowym połyskuje mleczno-białym kolorem. Efekt ten może być porównywany z wodami oceanu. Mimo iż transparentne, mogą otrzymać odcień od błękitu po głęboką czerń w zależności od głębokości, czystości, gęstości itd. 
Niebieski bursztyn emituje specyficzny zapach (molekuły aromatyczne), różniący się od zapachu innych gatunków bursztynu.

## Zastosowanie
Ze względu na rzadkość występowania, niebieski bursztyn jest cennym nabytkiem w kolekcjach jubilerskich oraz wykorzystywany jest do produkcji wysokiej klasy biżuterii. W ostatnich latach dotarł również do krajów arabskich, gdzie stał się pożądanym składnikiem koralików.